# De werken van barmhartigheid (schilderij)
De werken van barmhartigheid is een olieverfschilderij van de Nederlandse schilder Jacob Maeler en is in 1548 geschilderd in renaissancestijl. Het schilderij is onderdeel van de collectie van het Stedelijk Museum Kampen. Het schilderij komt uit de Kamperse school. 
Het schilderij toont de christelijke deugden, de zeven werken van barmhartigheid. Het schilderij laat de zes bijbelse deugden allegorisch zien via zes personen.